# プルンバギン
プルンバギン(plumbagin)または5-ヒドロキシ-2-メチル-1,4-ナフトキノン(5-hydroxy-2-methyl-1,4-naphthoquinone)は、化学式がC11H8O3の有機化合物。生物毒と見なされる。

## 概要
プルンバギンは黄色の染料で、形式的にナフトキノンから誘導される。
物質名の由来はルリマツリ属（Plumbago）から初めて単離されたことから。この他、食虫植物のモウセンゴケ属、ウツボカズラ科の植物でも普遍的に見られる。

## 薬理学的利用
- 抗菌剤[4][5]
- 抗マラリア剤[6]
- 抗炎症剤[7]
- 抗ガン剤[8][9][10]
- 強心剤[11]
- 免疫抑制薬[12]
- 避妊作用[13]
- 神経防護作用[14]
- 抗動脈硬化効果[15]